# Digital Video Express
Digital Video Express (DIVX) fue un sistema “pay-per-view” (pago por visión) de DVD de vídeo que se conseguía mediante un disco similar a un DVD y una conexión telefónica (nada tiene que ver con el códec de vídeo DivX). Fue un intento por parte de los almacenes Circuit City y de la firma de entretenimiento Ziffren, Brittenham, Branca y Fischer de crear una alternativa al alquiler de películas de vídeo y al formato DVD en los Estados Unidos.

## Historia
El sistema de alquiler DIVX fue creado en 1998, se puso en marcha en verano, pero se interrumpió el 16 de junio de 1999, debido al coste de la introducción en el mercado del formato, además de la limitada aceptación que tuvo el sistema tanto por parte del público, como de los estudios. Durante los dos años siguientes, el sistema fue abandonado, con unas pérdidas por parte de Circuit City de 100 millones de dólares. Las películas se podían continuar viendo, se reembolsó una cantidad de 100$ a cada reproductor que se adquirió antes del 16 de junio de 1999, y todos los discos que no se habían vendido a finales del verano de ese año, fueron destruidos. Los usuarios pudieron acceder a sus cuentas hasta el 7 de julio de 2001.
Hubo un gran movimiento en Internet, especialmente en los foros de cine en casa, en contra de DIVX. La competencia, como Hollywood Video, lanzó publicidad que anunciaba las ventajas de “Open DVD” frente a DIVX, como por ejemplo en un anuncio de “Los Angeles Times” en el que aparecía una mano con una línea telefónica con la frase: “No dejes que nadie te cobre por tu propia línea telefónica”. El término “Open DVD” fue usado por los que apoyaban el DVD en respuesta a cómo llamaban los creadores de DIVX a sus discos, “Basic DVD”, y a sus reproductores DIVX/DVD, “DIVX enhanced”. Muchas comunidades de tecnología y entretenimiento temían que hubiese títulos que fueran lanzados exclusivamente para DIVX, y que esto afectara al formato DVD tras su reciente aparición en el mercado. En un principio, Disney, 20th Century Fox, y Paramount Pictures, lanzaron sus películas exclusivamente en formato DIVX. El mayor cifrado de datos (DES) que ofrecía DIVX frente a DVD fue importante en la toma de esta decisión por parte de estas tres compañías.
Además, el catálogo de títulos en DIVX fue estrenado inicialmente en formato panorámico con características especiales limitadas (normalmente solo un tráiler). Esto causó en muchos entusiastas del cine en casa cierta preocupación, debido a que se pensó que el éxito de DIVX iba a disminuir el estreno de películas en formato DVD en tamaño original y con contenidos extra.

## Características
Fue un formato de vídeo pensado para el alquiler, en el que un usuario compraba un disco similar a un DVD (un DVD con una codificación triple DES y un número de serie único) por un precio muy bajo, pudiéndolo ver hasta 48 horas después de la primera reproducción, y que permanecía en su colección para siempre. Pasados los 2 días, existía la posibilidad de adquirir más períodos por un extra de 3.25$. Cada disco DIVX fue marcado con un código de barras único en el Burst Cutting Area que puede ser leído por el reproductor y es usado para rastrear discos. Solo podían ser reproducidos en reproductores combo DIVX/DVD que necesitaban estar conectados a la red telefónica. Además, los usuarios tenían que configurar una cuenta con DIVX para que se les cargara el precio de los períodos adicionales. Los usuarios que quisieran poder ver el disco indefinidamente podían pagar para convertirlo, sin alterarlo, en un disco “DIVX silver” por un precio especial. La cuenta de cada usuario guarda un registro del estado de cada disco de forma similar a como lo hacen los sistemas por satélite DirecTV y Dish Network. Los discos “DIVX gold”, que podían ser reproducidos sin límite en cualquier reproductor, fueron anunciados en su introducción, pero nunca se editó ninguno. El aparato no influía para nada en el funcionamiento del teléfono.
Además de la encriptación Content Scramble System (CSS), los discos DIVX usaban encriptación Triple DES y un esquema de codificación alternativo, para prevenir que sea leído en un reproductor de DVD normal.
Circuit City, The Good Guys!, Ultimate Electronics, y Future Shop fueron los primeros minoristas en vender DIVX. Se presentó a los consumidores como una alternativa al alquiler tradicional de vídeo con la promesa de: “Se acabaron las devoluciones, adiós a los pagos por retrasos”. Aunque los consumidores no aceptaron DIVX en su primer período, varios minoristas lo mantuvieron en sus planes de mercado.

## El hardware
Los fabricantes de estos aparatos fueron Zenith Electric Corporation (Zenith), Thomson Consumer Electronics (RCA y ProScan) y Matsushita Electric (Panasonic), y se pusieron en el mercado en primavera/verano del 98. Se supuso que habría mucha demanda de este sistema por el amplio soporte que le iban a dar los estudios de cine.
Los reproductores costaron inicialmente unos 100$ más que sus equivalentes DVD pero se esperaba que con el paso del tiempo se situasen en solo 50$ más. Las prestaciones en cuanto a espacio de almacenamiento, ratios de transferencia, calidad, etc., eran similares a las de sus equivalentes.
Todas las posibles dudas, soporte, problemas, se hacían mediante llamadas periódicas a la central de DIVX y nunca en tiempo real al ver una película, únicamente se disponía de personal para la instalación del aparato y el registro de la cuenta, facturación, problemas del usuario y peticiones de otros servicios. Se podían interrumpir las llamadas que hiciera el aparato y no pasaría nada ya que volvería a llamar más tarde.

## Ventajas
- El sistema DIVX proporcionaba muchas opciones para los nuevos lanzamientos de películas a un precio reducido, además de la reproducción de películas en formato DVD
- Los discos no se tenían que devolver a la tienda, pasaban a ser propiedad del que los compraba, lo que debía de haber aumentado la demanda de alquiler, acercando al consumidor al mercado del DVD y de “DIVX silver/gold”
- Además de que los discos eran mucho más baratos (4.49$) que una película completa en cualquier formato, los períodos adicionales de 2 días eran más baratos (3.25$) todavía que un disco nuevo
- No era necesario que el aparato se conectase a la empresa DIVX para poder ver una película, ya que el aparato disponía de memoria fiable, y la conexión con la central no usaba horarios en los que se suelen realizar llamadas
- Un disco se podía reproducir siempre que perteneciese a una cuenta en cualquier aparato asociado a la misma. Si un usuario tenía varios lectores podía ver la película en cualquiera de ellos, pero si la quería ver en el lector DIVX de un amigo no la podía ver a menos que éste hiciera un abono en la cuenta de DIVX
- Muchos títulos se podían comprar para ser reproducidos de forma ilimitada pagando una cuota después del período inicial de dos días, pero hablando siempre de un mismo reproductor y cuenta correspondiente.
- Los discos “DIVX gold” se podían ver de forma ilimitada en cualquier lector, y su precio era similar al de un DVD.
- Un lector DIVX podía leer también DVD y CD de música, pero eran aparatos específicos, no se podían adaptar de un reproductor de DVD convencional. Debían conectarse directamente a la televisión, no era aconsejable conectarlo al vídeo.
- Los discos eran siempre nuevos, luego no había desperfectos por maluso de otros usuarios

## Inconvenientes y rumores
El abandono del proyecto fue provocado por la no aceptación del formato debido a los siguientes inconvenientes:
- Las tiendas de video se mostraron en contra y lo vieron como una amenaza para su existencia
- La gente pensó que iba a ser más caro debido a que no habría que ir tan a menudo a la tienda de alquiler
- Sony, al igual que otras compañías, atacó el formato negándose a fabricar aparatos que lo soportaran, y a sacar películas de la casa de su propiedad, Columbia
- Si el aparato no era bloqueado, los niños pequeños podían poner discos teniendo que pagar reiteradamente cada dos días de reproducción, abultando de forma drástica las facturas
- Se requería conexión por teléfono, por lo que había que cablear la casa, y si se cortaba la línea durante unos días, el sistema no permitía reproducir películas
- Otras cadenas de grandes almacenes temían que se produjese otra guerra como la de los vídeos Beta/VHS, ya que los lectores DVD recién sacados no podían leer los discos DIVX
- Internet estaba en contra, a los pocos días de aparecer el formato se creó una página anti-DIVX recogiendo todas las quejas sobre precio, privacidad y el concepto de “pay-per-view”
- Los ecologistas creían que los discos se tirarían en vez de devolverse.
- Los defensores de la privacidad alegaron que la empresa o el gobierno podían saber los gustos de la gente sin su consentimiento, por lo que se llegó a la conclusión de que el sistema había sido inventado por abogados en lugar de por ingenieros